# Idactus iranicus
Idactus iranicus är en skalbaggsart som beskrevs av Stefan von Breuning 1975. Idactus iranicus ingår i släktet Idactus och familjen långhorningar.
Artens utbredningsområde är Iran. Inga underarter finns listade i Catalogue of Life.